# 阿坝藏族羌族自治州
阿坝藏族羌族自治州（藏語：རྔ་བ་བོད་རིགས་ཆའང་རིགས་རང་སྐྱོང་ཁུལ།，威利转写：rnga ba bod rigs cha'ang rigs rang skyong khul，藏语拼音：Ngawa Poirig Qangrig Ranggyong Kü），简称阿坝州，是中华人民共和国四川省下辖的自治州，位于四川省西北部，川甘青三省交界处。州境东接德阳市、绵阳市和甘肃省陇南市，南界成都市、雅安市，西邻甘孜州和青海省果洛州，北达甘肃省甘南州。地处川西北高山峡谷区，青藏高原东南缘与横断山脉北端的结合部，东北部为龙门山、岷山，西北部为巴颜喀拉山分支，西南部为大雪山区，南部为邛崃山区。西北部为丘状高原，北部为沼泽地带，东南部为高山峡谷区。岷江发源于东北部松潘县，于州境东南流入成都平原，大渡河上游大金川纵贯西部，黄河流经西北部，为四川省仅有的黄河流域。全州总面积83,002平方公里，2020年常住人口82.26万，藏族和羌族人口比例分別约55%和18%，汉族人口比例约25%。州境大部分傳統上屬於安多地區，西部金川縣、小金縣屬於康區，自治州首府驻马尔康市。阿坝州为全省主要畜牧区，草原面积辽阔，自然生态和旅游资源丰富。有著名的黄龙、九寨沟、四姑娘山等国家级风景名胜区和世界自然遗产，并有卧龙国家级自然保护区，为大熊猫的重要保育基地。

## 历史
本地區的历史可以追溯到5000年前，目前已經發現的新石器時代遺址包括茂縣營盤山遺址、松潘縣東裕村遺址、汶川縣高坎遺址、姜维城遗址、黑水縣遺址等，是黄河上、中游地区仰韶文化中晚期的一支的传入岷江上游产生的新文化类型。彩陶片纹饰方面和发掘的石棺葬的古墓与甘肃、青海地区的马家窑文化有相似之处。与成都平原的遗址出土的彩陶器、陶罐等属于不同谱系，但也出土了同样谱系的花边口延砂罐。
战国时期，公元前316年秦置湔氐道（今松潘），阿坝州始有建制。西汉元鼎六年（公元前111年）时置汶川郡，辖绵虒县等5县（治所在今汶川县威州镇）。漢武帝元封五年（前106年）属益州刺史部蜀郡，漢宣帝地节三年（前67年）为北部冉駹都尉治。漢安帝延光三年（124年）复置汶山郡。晉武帝咸寧六年（280年）改綿虒縣為汶山縣。北周武帝保定四年（564年）改绳州为汶州，辖北部、汶山二郡。
隋文帝开皇三年（583年）改汶州、扶州置蜀州，五年（585年）改为会州，炀帝大业三年（607年）罢州，改为汶山郡，郡治汶山县（今茂县凤仪镇）。唐高祖武德元年（618年）改隋之汶山郡为会州，四年（621年）改为南会州，唐太宗贞观八年（758年）复改茂州。领汶山（州治）、汶川、石泉（今北川西）、通化（今理县古城）四县及三十九个羁縻州。
8世纪，著名的大译师白若杂纳被吐蕃贊普赤松德贊流放到嘉绒（今马尔康县），佛教開始傳入嘉絨。
宋朝隶茂州通化郡。神宗熙宁九年（1076年）置威戎军使，隶成都府路。徽宗政和六年（1116年）改名延宁军。元世祖至元二十年（1283年）建“松潘客迭威茂等处军民宣抚司”，治松州（今松潘县进安镇）。世祖至元二十三年（1286年）在四川、陝西設行中書省，茂州、松州、潘州等归陕西等处行中书省辖。
明洪武四年（1371年），茂州编入四川行中书省（洪武九年改为四川布政使司）属成都府。洪武七年（1374年）置汶川长官司、寒水关巡检司及彻底关。
宗喀巴的四大弟子之一察柯·阿旺扎巴發誓要在嘉絨地區建立108座格魯派寺院。他於1410年建立了該地区的第一座格鲁派寺庙，1414年建立了第108座寺院大藏寺。
清雍正六年（1728年）设茂州、理番厅、松潘厅、懋功厅。嘉庆七年隶属于成绵龙茂道。光绪三十四年（1908年）隶属川西道。民国十七年（1928年）在茂县设“松理懋茂汶屯殖督办署”，由川军28军军长邓锡侯兼督办，辖五县（松潘、理县、懋功、茂县、汶川）三屯（绥靖、抚边、崇化屯）。后改为四川省第十六行政督察区，辖松潘、茂县、汶川、理县、懋功（今小金）、靖化（今金川）6县及草地65部、20个土司、11个屯守备。1933年8月25日，在茂县叠溪镇发生了7.5级的疊溪大地震。民国二十五年（1936年）设四川省十六行政督察区，专员公署设治茂县凤仪镇，辖松、理、懋、茂、汶、靖化六县。
20世紀30年代，中國工農紅軍長征最艱苦、最危險的行軍在本地區，翻越了8座海拔4000米以上的雪山，走過了人跡罕至的水草地，這段歷史被稱為過「雪山草地」，並於1935年10月建立了少數民族的格勒得沙共和国革命政府。
- 1950年1月，建立川西行政公署茂县专区专员公署。
- 1953年，撤茂县专区建立四川省藏族自治区。首任工委书记任明道，人民政府主席天宝。
- 1955年，更名为阿坝藏族自治州。
- 1987年，更名为阿坝藏族羌族自治州。

2008年5月12日，汶川縣发生了里氏规模8.0级的大地震，最大烈度达Ⅺ度。2017年8月8日，九寨溝縣發生7級大地震，震源深度20千米，共造成29人死亡、1人失踪、543人受伤，直接经济损失80.43亿元。2020年中国南方水灾期间，7月6日上午6时，小金县宅垄镇元营村城隍庙沟吉峰沙场发生山洪引发的泥石流灾害，導致4人失联。

### 重大事件
- 汶川大地震
- 2017年茂县山体垮塌
- 2017年九寨沟地震
- 2020年中国南方水灾

## 地理
阿坝藏族羌族自治州位于青藏高原东南缘，四川省西北部，平均海拔在3500~4000米之间。山势南高北低，河谷地势西北高、东南低，山川呈西北至东南走向。境内最高海拔四姑娘山主峰6250米，与东侧岷江出境处水平距离仅59公里，高差却达5470米。全州高原和山地峡谷约各占一半。阿坝藏族羌族自治州有溪河530余条，分属岷江、嘉陵江、涪江、大渡河和黄河水系。黄河在阿坝州流经長度165公里。岷江、嘉陵江、涪江均发源于阿坝州。
阿坝藏族羌族自治州境内垂直气候显著，冬季寒冷而漫长，夏季北部温凉、南部温热且短暂，大部分地区春秋季相连，干雨季分明。光照充沛，昼夜温差大，无霜期短。冬春季节空气干燥，多阵性大风，旱、霜、雪、低温、大雪各类灾害性天气频繁。全州属于高原季风气候，分高山、山原、高山河谷三种气候类型。全州平均气温为9.3℃，年总降水量平均为704.9毫米，年日照时数1920.5小时。
| 马尔康市气象数据（1981年至2010年）                    | 马尔康市气象数据（1981年至2010年） | 马尔康市气象数据（1981年至2010年） | 马尔康市气象数据（1981年至2010年） | 马尔康市气象数据（1981年至2010年） | 马尔康市气象数据（1981年至2010年） | 马尔康市气象数据（1981年至2010年） | 马尔康市气象数据（1981年至2010年） | 马尔康市气象数据（1981年至2010年） | 马尔康市气象数据（1981年至2010年） | 马尔康市气象数据（1981年至2010年） | 马尔康市气象数据（1981年至2010年） | 马尔康市气象数据（1981年至2010年） | 马尔康市气象数据（1981年至2010年） |
| 月份                                                  | 1月                                | 2月                                | 3月                                | 4月                                | 5月                                | 6月                                | 7月                                | 8月                                | 9月                                | 10月                               | 11月                               | 12月                               | 全年                               |
| ----------------------------------------------------- | ---------------------------------- | ---------------------------------- | ---------------------------------- | ---------------------------------- | ---------------------------------- | ---------------------------------- | ---------------------------------- | ---------------------------------- | ---------------------------------- | ---------------------------------- | ---------------------------------- | ---------------------------------- | ---------------------------------- |
| 历史最高温 °C（°F）                                   | 22.1 (71.8)                        | 24.8 (76.6)                        | 26.8 (80.2)                        | 31.3 (88.3)                        | 34.7 (94.5)                        | 34.5 (94.1)                        | 34.6 (94.3)                        | 34.6 (94.3)                        | 32.4 (90.3)                        | 30.6 (87.1)                        | 23.3 (73.9)                        | 19.3 (66.7)                        | 34.7 (94.5)                        |
| 平均高温 °C（°F）                                     | 10.8 (51.4)                        | 13.7 (56.7)                        | 16.6 (61.9)                        | 19.6 (67.3)                        | 22.2 (72.0)                        | 23.6 (74.5)                        | 25.2 (77.4)                        | 25.0 (77.0)                        | 22.3 (72.1)                        | 18.7 (65.7)                        | 14.9 (58.8)                        | 10.7 (51.3)                        | 18.6 (65.5)                        |
| 日均气温 °C（°F）                                     | −0.3 (31.5)                        | 3.1 (37.6)                         | 6.6 (43.9)                         | 9.9 (49.8)                         | 12.8 (55.0)                        | 15.0 (59.0)                        | 16.4 (61.5)                        | 15.9 (60.6)                        | 13.2 (55.8)                        | 9.1 (48.4)                         | 3.8 (38.8)                         | −0.5 (31.1)                        | 8.8 (47.8)                         |
| 平均低温 °C（°F）                                     | −7.4 (18.7)                        | −4.2 (24.4)                        | −0.5 (31.1)                        | 3.0 (37.4)                         | 6.4 (43.5)                         | 9.7 (49.5)                         | 11.1 (52.0)                        | 10.6 (51.1)                        | 8.3 (46.9)                         | 4.0 (39.2)                         | −2.7 (27.1)                        | −7.2 (19.0)                        | 2.6 (36.7)                         |
| 历史最低温 °C（°F）                                   | −16.0 (3.2)                        | −13.1 (8.4)                        | −12.6 (9.3)                        | −4.2 (24.4)                        | −2.2 (28.0)                        | 1.5 (34.7)                         | 2.2 (36.0)                         | 1.5 (34.7)                         | −0.5 (31.1)                        | −5.6 (21.9)                        | −10.7 (12.7)                       | −16.6 (2.1)                        | −16.6 (2.1)                        |
| 平均降水量 mm（）                                     | 2.9 (0.11)                         | 8.1 (0.32)                         | 24.8 (0.98)                        | 53.9 (2.12)                        | 106.2 (4.18)                       | 150.9 (5.94)                       | 130.5 (5.14)                       | 112.5 (4.43)                       | 121.3 (4.78)                       | 61.3 (2.41)                        | 8.7 (0.34)                         | 2.8 (0.11)                         | 783.9 (30.86)                      |
| 平均降水天数（≥ 0.1 mm）                              | 2.8                                | 4.9                                | 10.1                               | 14.9                               | 20.0                               | 22.4                               | 20.5                               | 18.0                               | 19.8                               | 15.3                               | 4.7                                | 2.1                                | 155.5                              |
| 平均相對濕度（％）                                    | 44                                 | 44                                 | 50                                 | 55                                 | 63                                 | 73                                 | 75                                 | 75                                 | 77                                 | 73                                 | 57                                 | 48                                 | 61                                 |
| 月均日照時數                                          | 200.8                              | 178.4                              | 187.3                              | 189.3                              | 184.2                              | 153.4                              | 161.1                              | 177.3                              | 142.0                              | 164.3                              | 193.8                              | 201.4                              | 2,133.3                            |
| 可照百分比                                            | 63                                 | 57                                 | 51                                 | 49                                 | 43                                 | 36                                 | 37                                 | 43                                 | 38                                 | 47                                 | 61                                 | 65                                 | 48                                 |
| 来源：中国气象局（1971−2000年间的降水天数和日照数据） |                                    |                                    |                                    |                                    |                                    |                                    |                                    |                                    |                                    |                                    |                                    |                                    |                                    |

## 政治

### 现任领导
| 机构     | · 中国共产党 · 阿坝藏族羌族自治州 · 委员会 | 阿坝藏族羌族自治州 人民代表大会 常务委员会 | 阿坝藏族羌族自治州 人民政府 | · 中国人民政治协商会议 · 阿坝藏族羌族自治州 · 委员会 |
| 职务     | 书记                                       | 主任                                       | 州长                        | 主席                                                 |
| -------- | ------------------------------------------ | ------------------------------------------ | --------------------------- | ---------------------------------------------------- |
| 姓名     | 徐芝文                                     | 李为国                                     | 罗振华                      | 杨星（女）                                           |
| 民族     | 汉族                                       | 羌族                                       | 藏族                        | 藏族                                                 |
| 籍贯     | 四川省巴中市                               | 四川省松潘县                               | 四川省得荣县                | 四川省马尔康市                                       |
| 出生日期 | 1973年8月（51歲）                          | 1969年10月（55歲）                         | 1964年8月（60歲）           | 1969年10月（55歲）                                   |
| 就任日期 | 2024年1月                                  | 2020年11月                                 | 2021年4月                   | 2025年1月                                            |

### 行政区划
阿坝州下辖1个县级市、12个县。
- 县级市：马尔康市
- 县：汶川县、理县、茂县、松潘县、九寨沟县、金川县、小金县、黑水县、壤塘县、阿坝县、若尔盖县、红原县

此外，位于汶川县的卧龙特別行政区由四川省林业厅管理，并与国家林业和草原局四川卧龙国家级自然保护区完全重合。

## 人口
根据2020年第七次全国人口普查，全州常住人口为822,587人。同第六次全国人口普查的898,708人相比，十年共减少了76,121人，下降8.47%，年平均增长率为-0.88%。其中，男性人口为426,330人，占总人口的51.83%；女性人口为396,257人，占总人口的48.17%。总人口性别比（以女性为100）为107.59。0－14岁的人口为155,212人，占总人口的18.87%；15－59岁的人口为549,526人，占总人口的66.8%；60岁及以上的人口为117,849人，占总人口的14.33%，其中65岁及以上的人口为88,962人，占总人口的10.81%。居住在城镇的人口为341,329人，占总人口的41.49%；居住在乡村的人口为481,258人，占总人口的58.51%。

### 民族
全州常住人口中，汉族人口为181,810人，占22.1%；藏族人口为476,059人，占57.87%；羌族人口为137,348人，占16.7%；其他少数民族人口为27,370人，占3.33%。与2010年第六次全国人口普查相比，汉族人口减少38,869人，下降17.61%，占总人口比例下降2.45个百分点；各少数民族人口减少37,252人，下降5.49%，占总人口比例增加2.45个百分点。其中，藏族人口减少13,718人，下降2.8%，占总人口比例增加3.38个百分点；羌族人口减少20,621人，下降13.05%，占总人口比例下降0.88个百分点。
| 民族名称                | 藏族    | 汉族    | 羌族    | 回族   | 彝族  | 苗族 | 土家族 | 白族 | 满族 | 蒙古族 | 其他民族 |
| ----------------------- | ------- | ------- | ------- | ------ | ----- | ---- | ------ | ---- | ---- | ------ | -------- |
| 人口数                  | 476,059 | 181,810 | 137,348 | 22,382 | 2,707 | 554  | 351    | 268  | 208  | 142    | 758      |
| 占总人口比例（%）       | 57.87   | 22.10   | 16.70   | 2.72   | 0.33  | 0.07 | 0.04   | 0.03 | 0.03 | 0.02   | 0.09     |
| 占少数民族人口比例（%） | 74.29   | －      | 21.43   | 3.49   | 0.42  | 0.09 | 0.05   | 0.04 | 0.03 | 0.02   | 0.12     |

## 经济
2022年，地区生产总值462.51亿元，按可比价格计算，比上年增长1.3%。其中，第一产业增加值92.09亿元，增长4.4%；第二产业增加值114.22亿元，增长0.3%；第三产业增加值256.20亿元，增长0.6%。人均地区生产总值56473元，增长1.3%。

## 语言
阿坝州的人口以少数民族为主。阿坝州的人口中52.3%属于藏族（包括嘉绒人），26.6%属于汉族，17.7%属于羌族，3.2%属于回族。
阿坝州的语言分布非常复杂，非汉语主要以藏语、嘉绒语和羌语为主。而阿坝州内的汉语主要沿岷江河谷分布，汶川、茂县、松潘、黑水等县主要使用入声保留的四川话岷江方言。而其余少数民族为主的县份则多通用成渝方言。

## 景点

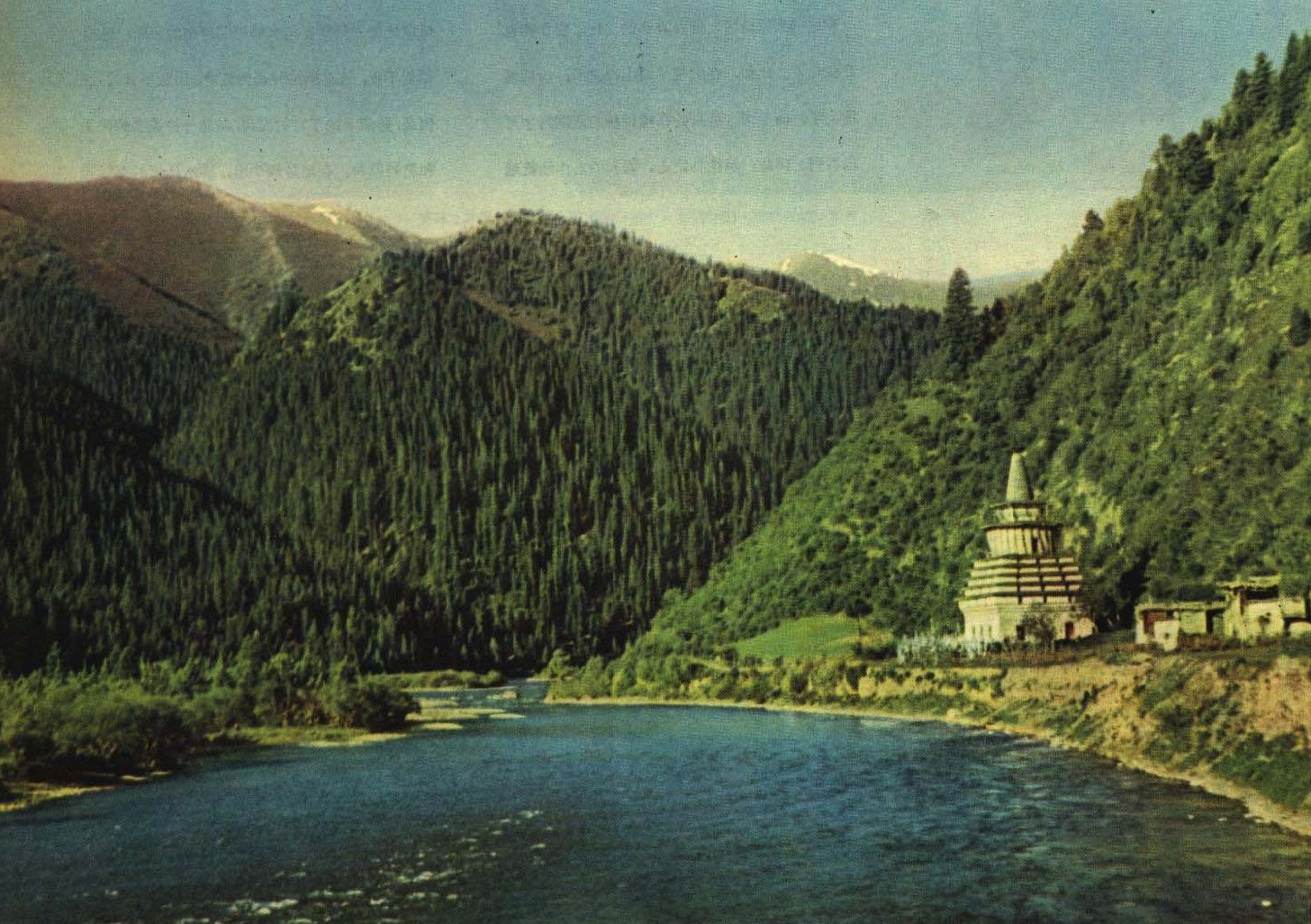
阿坝地区杜柯河谷，1962年

- 九寨沟风景区
- 黄龙风景区
- 卧龙大熊猫保护区
- 卓克基土司官寨
- 直波碉樓
- 白若杂纳修行岩洞
- 四姑娘山
- 木尔多山
- 大藏寺
- 郞依寺
- 羊茸哈德赏枫

### 全国重点文物保护单位
- 卓克基土司官寨
- 直波碉楼（含阿坝羌寨碉群，包括布瓦黄土碉群、桃坪羌寨碉群、鹰嘴河寨碉楼）
- 松潘古城墙
- 棒托寺
- 营盘山和姜维城遗址
- 措尔机寺
- 日斯满巴碉房
- 阿坝红军长征遗迹
- 哈休遗址
- 大藏寺
- 甲扎尔甲山洞窟壁画
- 曾达关碉
- 筹边楼
- 沃日土司官寨经楼与碉
- 达扎寺
- 茶马古道（百丈房古栈道、婆雍古道、克枯栈道、朴头山隋唐石刻）